# Victor Rendina
Victor Rendina (New York, 28 dicembre 1916 – Orange, 8 luglio 1985) è stato un attore statunitense.
Victor Rendina è stato un attore statunitense di origine italiana. È conosciuto prevalentemente per aver interpretato il ruolo di Philip Tattaglia, nel film campione d'incassi Il padrino (1972). Ha lavorato anche accanto a Nicolas Cage nel film In gara con la luna (1984). È morto nel 1985, all'età di 68 anni.